# إدارة الإنتاج
إدارة الإنتاج هي جزء من الإدارة المسؤولة عن وظيفة الإنتاج والتصنيع. وتعتبر من الوظائف التنفيذية المسيرة للمنشأة. تلعب إدارة الإنتاج دورا أساسيا في العملية الإنتاجية وعن طريقها تحقق المنشأة أغراضها الأساسية.
وتضم إدارة الإنتاج مجموعة من النشاطات المشاركة في :
- التصميم
- تخطيط الموارد (العتاد والمال والبشرية)
- الجدولة
- ترسيم النشاطات الإنتاجية
- مراقبة نشاطات الإنتاج

الهدف هو الوصول لأداء أحسن للنشاطات بالتحسين المتواصل سلسلة المسارات من الممونين حتى الزبائن.
يجب أن تتم جميع هذه الأنشطة وفقا للإجراءات المتبعة (الضمنية أو المصرحة بها) في الشركة آخذة بالاعتبار نوعية منتجاتها و خدماتها، بدون إهمال سلامة موظفيها أو البيئة المحيطة بها.
لتأدية مختلف هذه المهام بصورة جيدة، تلجأ المؤسسات لاستعمال الأنظمة الحاسوبية التي تسمح بإدارة الإنتاج بصورة آلية.

## مفهوم الإنتاج
يعرف الإنتاج بأنه خلق للمنفعة أو للقيمة المتمثلة في صورتها النهائية في شكل سلع وخدمات. يستفيد المجتمع عموما من المنتج وتحقق المنشأة عائدا ماديا مجزيا.
وتقسم إلى :
1. المدخلات: مواد خام تستخدمها المنشأة لتصنيع غرض أو سلعة معينة.
2. المخرجات: تنتج المنشأة الغرض المراد تصنيعه في شكل مخرجات.

## مفهوم العمليات
تشمل كل ما يتطلبه المصنع لإنتاج وتصنيع المواد الخام من أدوات ومعدات وآلات تساهم في العملية الإنتاجية. تكون مهمة نظام الإنتاج هنا محاولة إحداث تغيرات كلية أو جزئية في المادة الخام لإخراجها في صورة نهائية على شكل سلع أو خدمات. ويتطلب ذلك توفير عمالة مؤهلة.
تمثل المدخلات النواة الأساسية للعملية الإنتاجية ولذلك يجب توفرها بصورة مناسبة تقلل من تكاليف تخزينها و نقلها.

## مساق إدارة العمليات الإنتاجية
يهدف مساق إدارة العمليات الإنتاجية هذا المساق إلى تسليط الأضواء على نشاط متخصص متعلق في الإنتاج، فيبين العلاقة بينه وبين السوق والمنافسة والدولة. وكيفية إدارة المشاريع بنجاح، وما هي الدراسات العلمية التي تتم قبل العملية الإنتاجية، وفي أثنائها، وبعدها. كما ويوضح خطوط الإنتاج، ويقارن بينها، ويوضح موقع المشروع، والعوامل التي تؤخذ بعين الاعتبار. ومتى نستبدل الآلات والكمية الاقتصادية التي يجب الاحتفاظ بها في المشروع، كل ذلك من خلال الجمع بين الجانبين الوصفي والكمي.